# セントエルモの火

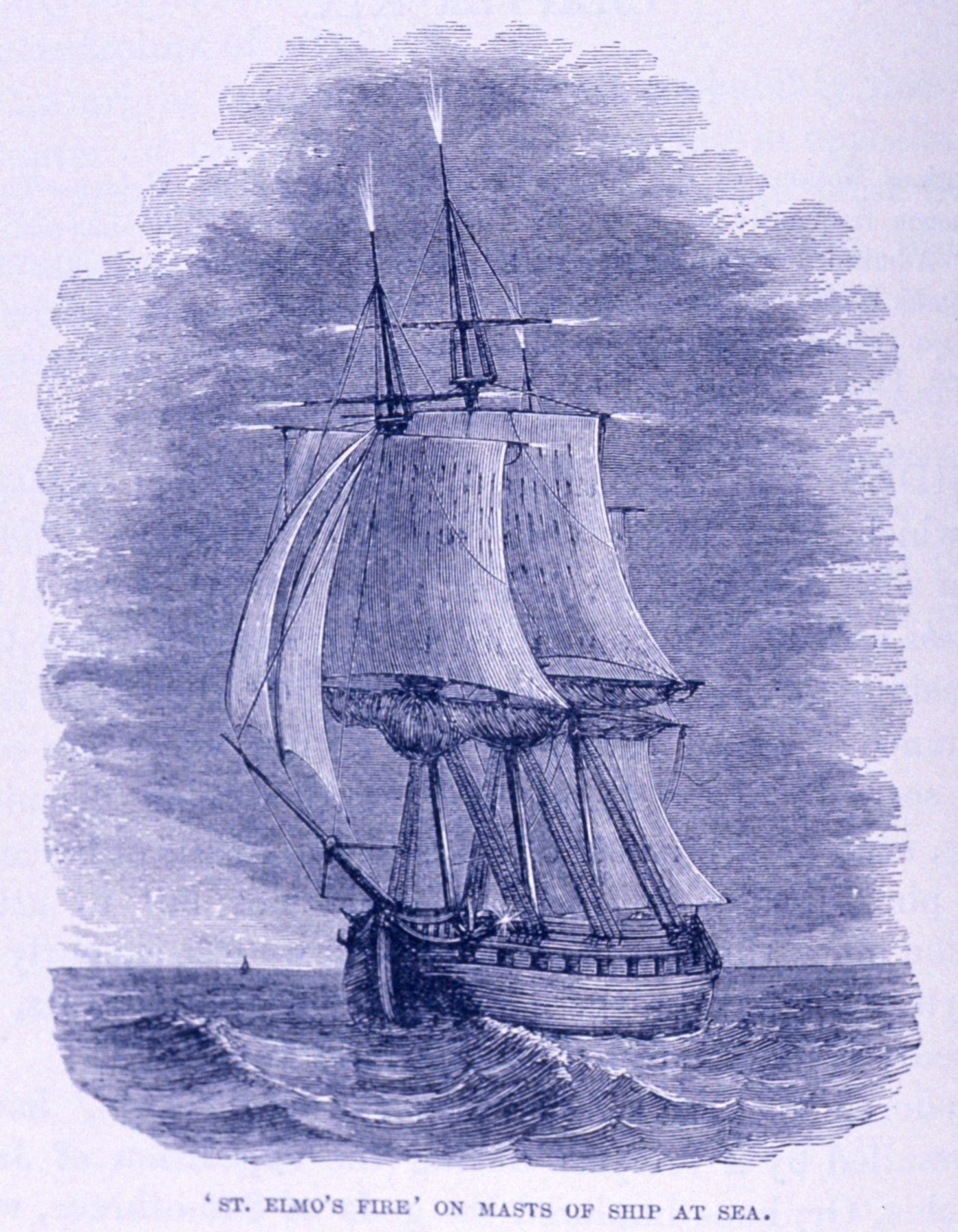
帆船に現れたセントエルモの火を描いた絵。マストの先端に発光が生じている。

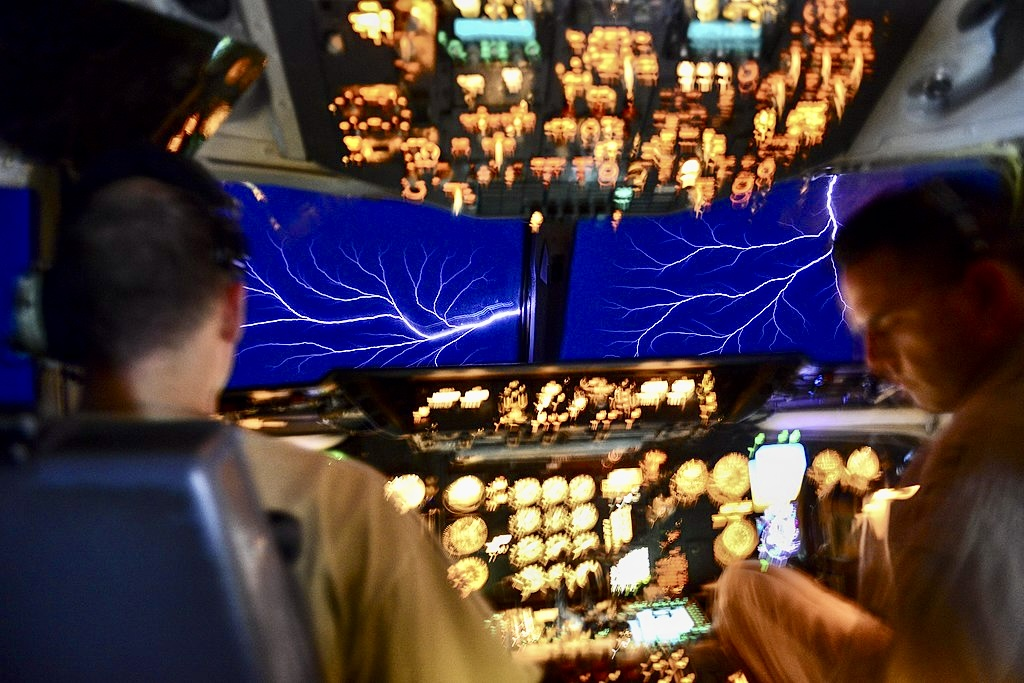
雷雲に向けて飛行する航空機に発生したセントエルモの火

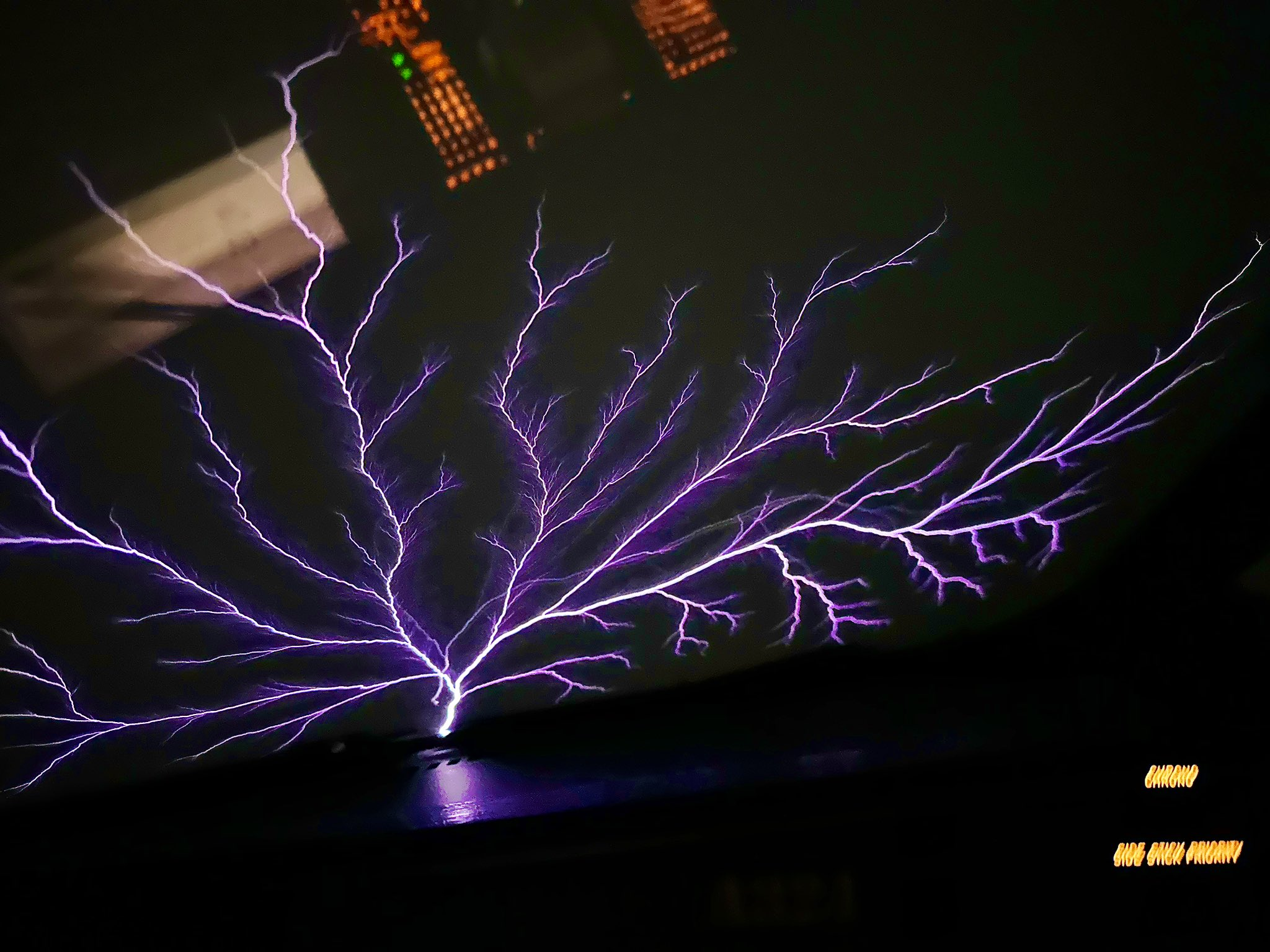
航空機に発生したセントエルモの火のストリーマ状放電の拡大

セントエルモの火（セントエルモのひ、英: St. Elmo's fire）は、天候が悪化し雷雲が近づいているときなどに、強い電場（電位勾配）によって、主に尖った物体の先端から青白く発光する放電が生じる現象。先端放電。もとは地中海の船乗りの間では時々船のマストの先に生じるこれを「セントエルモの火」と呼び、船以外にも用いるようになった。

## 名称
日本語訳としては「聖エルモの火」、「檣頭電光（しょうとうでんこう）」と呼ぶこともある。檣頭はマストの先端のこと。
以下のような異称もある。
St. Elmo's light（セントエルモの光）
ダーウィンによる。
カストルとポルックス／ヘレナ
上記のように、大プリニウスが『博物誌』においてギリシア古典期の呼称として記述している。
corposant（コルポサント）
英語での別名。ポルトガル語の「corpo santo」を仲立ちとしてラテン語「corpus sanctum」を語源としている。「聖体」を意味する。

## 原理と性質
晴天時には、大気中の鉛直電位差（電位勾配）は5 V/m、地表近くでは100 V/m程度となっているが、対流雲、雷雲が近づくと電位差が大きくなる。1000 V/cm程度になると地表の尖った物体の先端と大気の間でコロナ放電が生じるようになる。これがセントエルモの火である。なお、雷放電が始まるころには10000 V/cmに達する。
金属などの導体表面に垂直に生じる電界強度は、曲率半径で割った値に近似する。尖った導体は曲率半径が小さいため電界強度が大きく、放電が生じやすい。ただ、良導体の金属でなくとも放電は生じる。
1750年、ベンジャミン・フランクリンが、この現象と同じように、雷雨の際に先のとがった鉄の棒の先端が発光することを明らかにした。
航海中の船のマストの先だけでなく、教会の塔、アンテナ、建物の屋根や避雷針、送電線、山頂や尾根の岩などにも生じる。また付近にいる人間にも及び、腕を上げた時などにその指先に生じたり、髪の毛が逆立ってその先端に生じたり、更に登山のピッケルなど身に着けた物の先端に生じたりする。
なお、流れる電流は極めて小さいので、人体に影響はないとされている。
上空を航行する航空機にも生じる。航空機はもともと飛行中に塵埃や雲中の氷晶による摩擦帯電が起きやすく、現在の航空機は、帯電を逃がす放電索のほか帯電を低減するさまざまな対策を行っている。しかし、雷雲に接近すると翼やプロペラ、風防、アンテナの先など機体のさまざまな部位から放電が生じることがある。気温0 ℃から−2 ℃の時に最もよくみられる。これは飛行船でも起こりうる。
放電の色は青白いもののほか、青紫色、紫色や緑色の場合や、白みが強い場合がある。ネオンの光にも似る。夜でも光って見え、灯りや炎が灯ったように見えることもある。先端が負極の場合と正極の場合とでは、形状が異なる。
雷雲が近づき放電が強まったときなどに、「シュー」という音を伴う場合がある。また航空機の無線通信では、発生時に音程を上下させながらシューという音や炒め物をするときのような音が聞こえることがあるという。
登山時などは、雷雲が接近してきた段階で退避することがより安全ではあるが、もしセントエルモの火に遭遇した場合は、より落雷の危険が高まっている目安で、一種の警告となる。
航空機の場合、火山噴火による噴煙に突入したときにも機体と火山灰の摩擦でセントエルモの火が生じる。ブリティッシュ・エアウェイズ9便エンジン故障事故（1982年）では翼やエンジンに生じたセントエルモの火が目撃されている。

## 由来
「セントエルモの火」の名は、船乗りの守護聖人である聖エルモ（エラスムス）に由来する。彼はイタリアに向かう船に乗船中、嵐に見舞われ、船は転覆の危険にさらされる。聖人が熱心に神に祈ると、嵐はおさまる。そして帆柱の先端に青い炎が踊り出した、と伝えられているからである。イタリア・ガエータの聖エラスモ大聖堂（it:Cattedrale dei Santi Erasmo e Marciano e di Santa Maria Assunta）でよく見られたためにこの名がついたというのは俗説である。
セントエルモの火は、カエサルの『アフリカ戦記』（De Bello Africo）、大プリニウスの『博物誌』（Naturalis Historia）、メルヴィルの『白鯨』、ダーウィンがヘンズローに送ったビーグル号での経験を書いた書簡、コールリッジの『老水夫行』（The Rime of the Ancient Mariner）、マゼランの世界周航に随行したピガフェッタの航海記、カモエンスの叙事詩『ルシアダス』などにおいて言及されている。
嵐や波浪が過ぎ去る前に現れることが多く、吉兆とされていたとする文献もあるが、遭難や死を警告する凶兆とされていたとする文献もある。
大プリニウスによれば、古典期のギリシアでは、発光が一つの場合「ヘレナ」、二つの場合「カストルとポルックス」と呼んだ。アルゴー船の神話によると、同船に乗り組んでいたカストルとポルックスの頭上に光が灯ったところ嵐が静まったので、この双子は航海の守護神とあがめられ、船乗りの間ではセントエルモの火が二つ出現すると嵐が収まると信じられたという。